# Altenauer Moor
Koordinaten: 47° 39′ 22″ N, 11° 0′ 49″ O

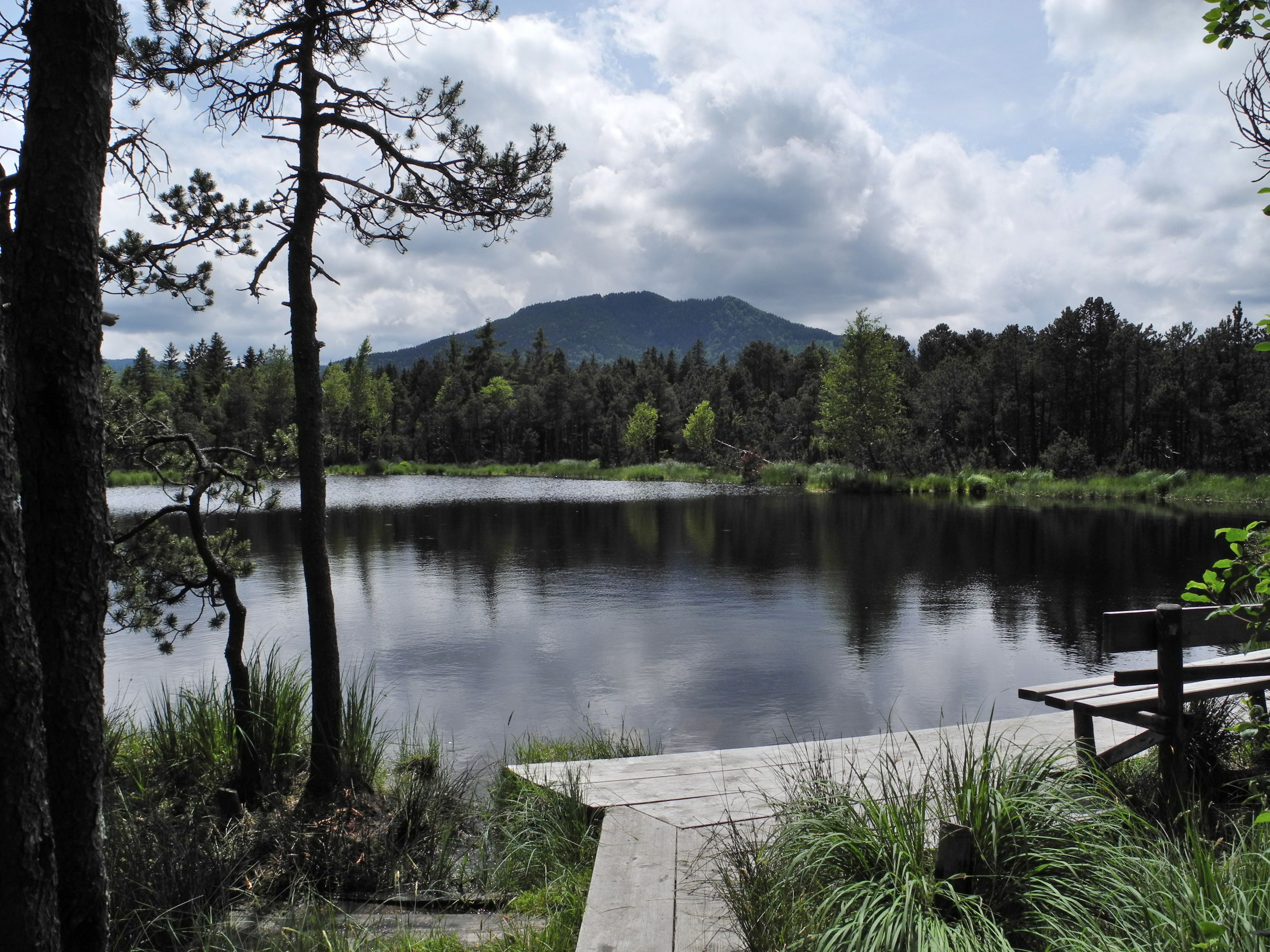
Naturschutzgebiet Altenauer Moor (Juni 2011)

Das Naturschutzgebiet Altenauer Moor liegt auf dem Gebiet der Gemeinde Saulgrub im Landkreis Garmisch-Partenkirchen in Oberbayern. Es ist Teil des FFH-Gebietes „Moore im oberen Ammertal“ (8332-371).
Das 57,8 ha große Gebiet mit der Nr. NSG-00097.01, das im Jahr 1973 unter Naturschutz gestellt wurde, erstreckt sich nördlich des Kernortes Altenau. Westlich fließt die Ammer, östlich verläuft die B 23. Im Gebiet liegt der Tiefsee.